# Phalops fimbriatus
Phalops fimbriatus är en skalbaggsart som beskrevs av Johann Christoph Friedrich Klug 1835. Phalops fimbriatus ingår i släktet Phalops och familjen bladhorningar. Inga underarter finns listade i Catalogue of Life.